# Christina Ehl
Christina Ehl (* 23. Februar 1990 in Saarlouis) ist eine deutsche Fußballspielerin. Sie spielt als Torhüterin für den Drittligisten 1. FC Riegelsberg.

## Karriere
Ehl begann in Wallerfangen im Landkreis Saarlouis für den dort ansässigen SV Düren-Bedersdorf mit dem Fußballspielen. Später spielte sie in Schwalbach für den dort ansässigen FV 09 Schwalbach – zuletzt im Jahr 2007 für die B-Jugendmannschaft.
Zur Saison 2007/08 wurde sie vom 1. FC Saarbrücken verpflichtet, für dessen zweite Mannschaft sie zunächst in zwei Jahren 25 Punktspiele bestritt. Zur Saison 2009/10 rückte sie in die erste Mannschaft auf, für die sie ihre ersten drei Punktspiele in der Bundesliga bestritt. Sie debütierte am 21. März 2010 (17. Spieltag) bei der 0:1-Niederlage im Auswärtsspiel gegen den SC Freiburg 90 Minuten lang. In der Folgesaison wurde sie bereits sechsmal eingesetzt. Mit dem Abstieg ihrer Mannschaft, spielte sie von 2011 bis 2020 in der 2. Bundesliga, bis 2018 in der Gruppe Süd der seinerzeit zweigleisigen 2. Bundesliga.
Seit der Saison 2020/21 spielt sie für den 1. FC Riegelsberg in der drittklassigen Regionalliga Südwest.

## Sonstiges
Ehl studiert(e) Materialwissenschaft und Werkstofftechnik an der Universität des Saarlandes.